# ادبیات گیلکی
| الفبای گیلکی |    |   |    |   |   |
| ˇ            | آ  | أ | ا  | ب | پ |
| ت            | ‌ ث | ج | چ  | ح | خ |
| د            | ‌ ز | ر | ‌ ز | ژ | س |
| ش            | ص  | ض | ط  | ظ | ع |
| غ            | ف  | ق | ک  | گ | ل |
| م            | ن  | و | ۊ  | ؤ | ي |
| ى            | ئ  | ه |    |   |   |

ادبیات گیلکی ادبیاتی در حال شکوفایی در زبان گیلکی است. زبان گیلکی از خانوادۀ زبان‌های ایرانی گروه شمال غربی ایران و از جمله زبان‌های حاشیه دریای کاسپین است. در ادبیات منظوم این زبان سه نوع شعر ترانه، شعر تکیه‌ای-هجایی و شعر عروضی را می‌توان مشاهده کرد.

## پیشینه
قدیمی‌ترین اشعار گیلکی که به صورت مکتوب به دست ما رسیده سروده‌های سید شرفشاه گیلانی است. وی را نباید با شرفشاه تبریزی اشتباه کرد. وی، بنا به تحقیق رضا مدنی، ظاهراً در قرن هشتم، مقارن دوران فرمانروایی امیر ساسان گسکری (آغاز فرمانروایی:۷۸۹ هـ) می‌زیسته‌است. مزارش در گیل‌دولاب (در مرز گسکر)، در محلّی به نام گیل‌چالان (توابع شهرستان رضوانشهر) است. نسخهٔ خطی دیوان او (تاریخ کتابت به احتمال قوی: ۸۹۸ هـ)در آکادمی بخارست محفوظ است. دیوان شرفشاه از منابع بسیار پُرارزش برای تحقیق در زبان گیلکی و تحول آن است. گویش مردم گیل‌دولاب پلی میان گویش‌های تالشی و گیلکی شمرده‌شده هم‌چنان که گویش تنکابن را واسط میان گیلکی و مازندرانی می‌توان دانست. با نشر برگزیده ادبیات گیلکی، به گردآوری ابراهیم فخرایی، در سال ۱۳۵۸ شمسی، یک دوبیتی دیگر به این اشعار افزوده شد که «منقول از یادداشت‌ها و جنگ‌ها و ادبیات شفاهی» معرفی شده‌بود. یک تک‌بیت منقول در کتاب گیلان توسط کریم کشاورز و یک دوبیتی، که یک بیت از آن در جایی دیگر ضبط نشده‌است، مندرج در مجموعهٔ ترانه‌های گیلکی به گردآوری ملکونف و ۲ دوبیتی نقل‌شده توسط رضا مدنی را باید بر آن‌ها افزود که جمعا به ۳۸ دوبیتی و ۴ تک‌بیت می‌رسد. از این اشعار، آنچه در دیوان بازیافته هم آمده‌باشد انگشت‌شمار است. رضا مدنی مقاله‌ای در یادگارنامهٔ فخرایی (نشر نو، تهران، ۱۳۶۳) با عنوان «پیر شرفشاه و نگاهی به دیوان بازیافته‌اش» نوشته که دربردارندۀ این اطلاعات است.

## شعر معاصر

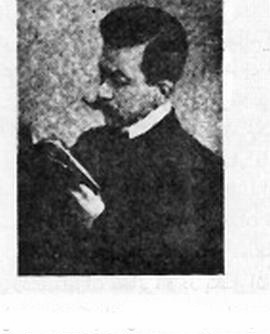
میرزا حسین کسمایی

از شاعران معاصر که به گیلکی شعر سروده‌اند میرزا حسین‌خان کسمایی را باید نام برد. او که از ادبیات برای مبارزۀ سیاسی استفاده می‌کرد، به جمع یاران میرزا کوچک‌خان جنگلی پبوست و ادارهٔ روزنامهٔ جنگل را از سومین شماره بر عهده گرفت. مقالات و اشعار انتقادی به زبان گیلکی از او بر جا مانده که غالب آن‌ها در سال ۱۳۰۶ خورشیدی در مجلهٔ فروغ چاپ رشت، به همّت مدیر آن مجله، ابراهیم فخرایی، گردآوری و منتشر شده‌است.

شاعر دیگری که در زمینه‌های اجتماعی و سیاسی به گیلکی شعر سروده محمدعلی راد بازقلعه‌ای متولد ۱۲۸۷ شمسی است که سپس به افراشته معروف شد و پیش از انقلاب بهمن ۱۳۵۷ در اروپا درگذشت. او بسیاری از عناصر فرهنگ مردم و اصطلاحات و تعبیرات روستایی اصیل گیلکی را در اشعار گیلکی و فارسی خود وارد کرد. مجموعهٔ اشعارش، که محمود پاینده لنگرودی گیلکی‌های آن را با ترجمهٔ فارسی، گرد آورده و در سال ۱۳۷۴، تحت عنوان «شعرهای گیلکی افراشته محمدعلی راد بازقلعه‌ای» منتشر ساخته، آینهٔ زندگی و خلقیّات مردم زحمتکش گیلان دانسته شده‌است. این شاعر نه تنها در میان سرایندگان گیلک شاخص است، بلکه در تاریخ شعر فارسی نیز جایگاه بلندی دارد. او با چیره دستی، به زبانی مالامال از مفاهیم نمونه‌وار با رنگ محلی، نماهای گوناگون زندگی شهری و روستایی گیلانیان و مناسبات اجتماعی آنان را وصف کرده و با بینشی مردمی و تیزبینی فرهنگی، به زبان ساده ولی بکر و بی‌سابقه، خصایص قشرهای گوناگون جامعه را به بیان شاعرانه درآورده‌است. هم از دورهٔ سلطنت رضاشاه، روزنامه فروشی نابینا و سیّار اشعار او را، که به صورت جزوه‌های کوچک چاپ می‌شد و بیشتر در انتقاد از خلقیّات اجتماعی بود، در رشت پخش می‌کرد که مورد استقبال مردم گیلان واقع می‌شد. شالی‌کاران گیلان او را شاعر مدافع حقوق و زبان دل خود می‌دانستند.
از دیگر شاعران میرزا ابراهیم‌خان ملقب به سراج الدیوان و معروف به سراج نیز شعری به زبان گیلکی با عنوان «شکوای مداح» (در استقبال از شعر کسمایی) سروده‌است. در نیم قرن اخیر سرایش شعر به زبان گیلکی رونق بسیار بیشتری گرفته‌است. از شاعران گیلکی‌سرای نسل جدید می‌توان به شیون فومنی، رحمت موسوی و محمد ولی مظفری اشاره کرد.

## هأسأشعر
هساشعر سبکی مدرن از شعر گیلکی است که بعداً در زبان مازندرانی نیز تأثیر گذاشت. جریان ادبی هساشعر توسّط شاعران گیلک از جمله محمد بشرا، رحیم چراغی و محمد فارسی از اوایل دهه هفتاد پایه‌ریزی شد.
در شعر گیلکی از قالب‌های سنتی شعر همچون غزل، دوبیتی، رباعی، مثنوی و ... استفاده می‌شود.